# Inmigración británica en Filipinas
La Inmigración británica en Filipinas se remonta al siglo XVI, cuando el archipiélago estaba bajo la soberanía de España. 
Según la historia, hay una breve etapa de ocupación británica, durante la guerra de los Siete Años, tras un asedio prolongado, una flota inglesa logró asaltar Manila el 5 de octubre de 1762. El control británico de Manila se mantuvo hasta 1764, tras la firma del Tratado de Paz de París en 1763, fue devuelta al Imperio español. Actualmente una reducida de la población mestiza desciende de los ocupantes británicos, si bien hay también una mínima descendencia directa aunque solo residentes en el país que llegaron a Filipinas por turismo y otros hacendados.
- Datos: Q2842308